# Олександри Екстер (станція швидкісного трамвая)
«Олександри Екстер» (у 2000—2008 — «Цвєтаєвої», у 2008—2023 — «Марини Цвєтаєвої») — станція Лівобережної лінії Київського швидкісного трамвая, розташована між станціями «Милославська» і «Сержа Лифаря». Відкрита 26 травня 2000 року. Названа за однойменною вулицею. З 28 червня 2023 року станція перейменована на честь української художниці — Олександри Екстер.

## Реконструкція
1 січня 2009 року була закрита на реконструкцію. Знову відкрита 24 жовтня 2012 року.

## Перспектива
На місці станції в майбутньому планується побудувати станцію «Вулиця Цвєтаєвої» Лівобережної лінії Київського метрополітену.

## Зображення

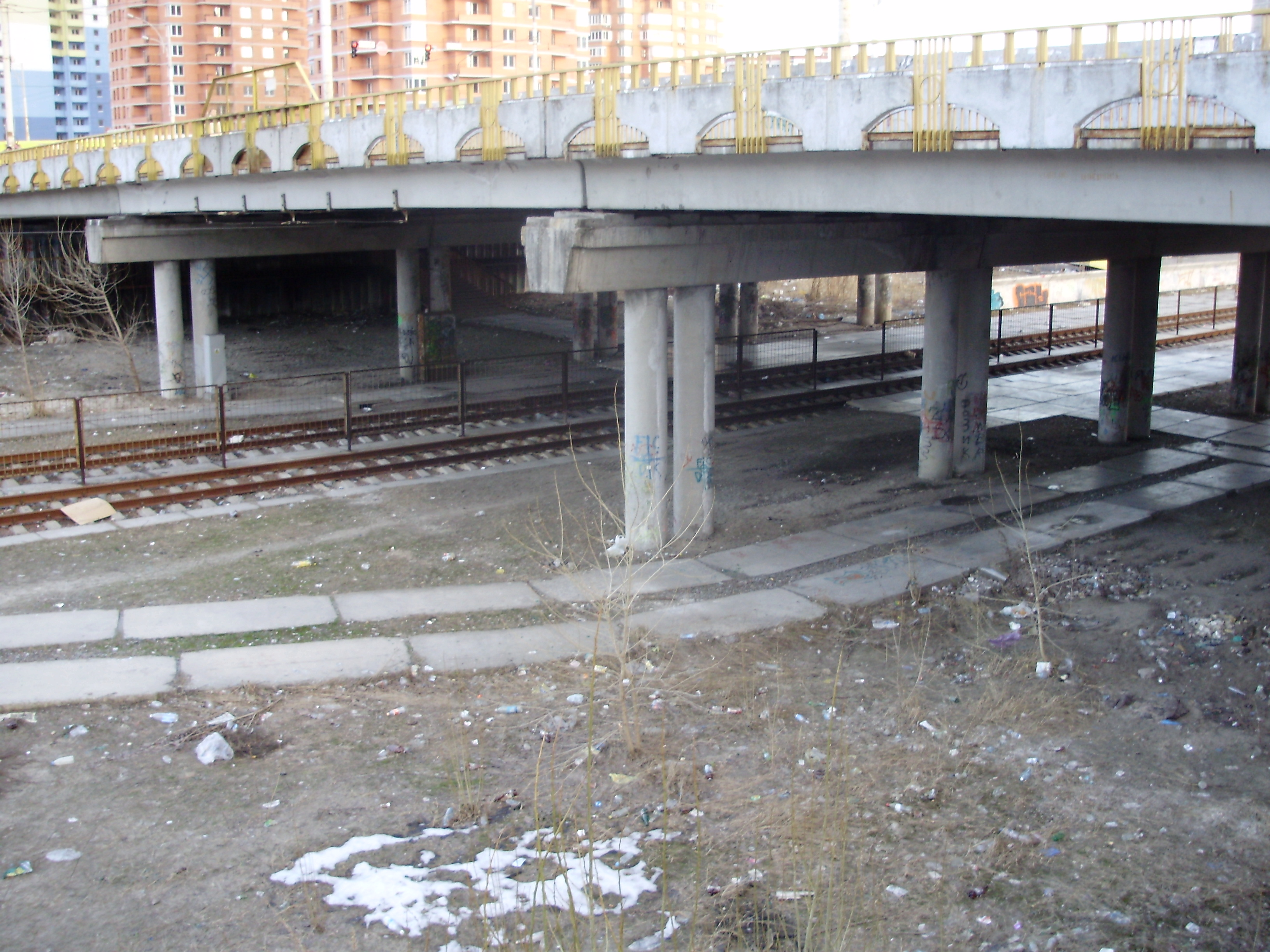
Станція «Олександри Екстер» до реконструкції